# Pedaggio

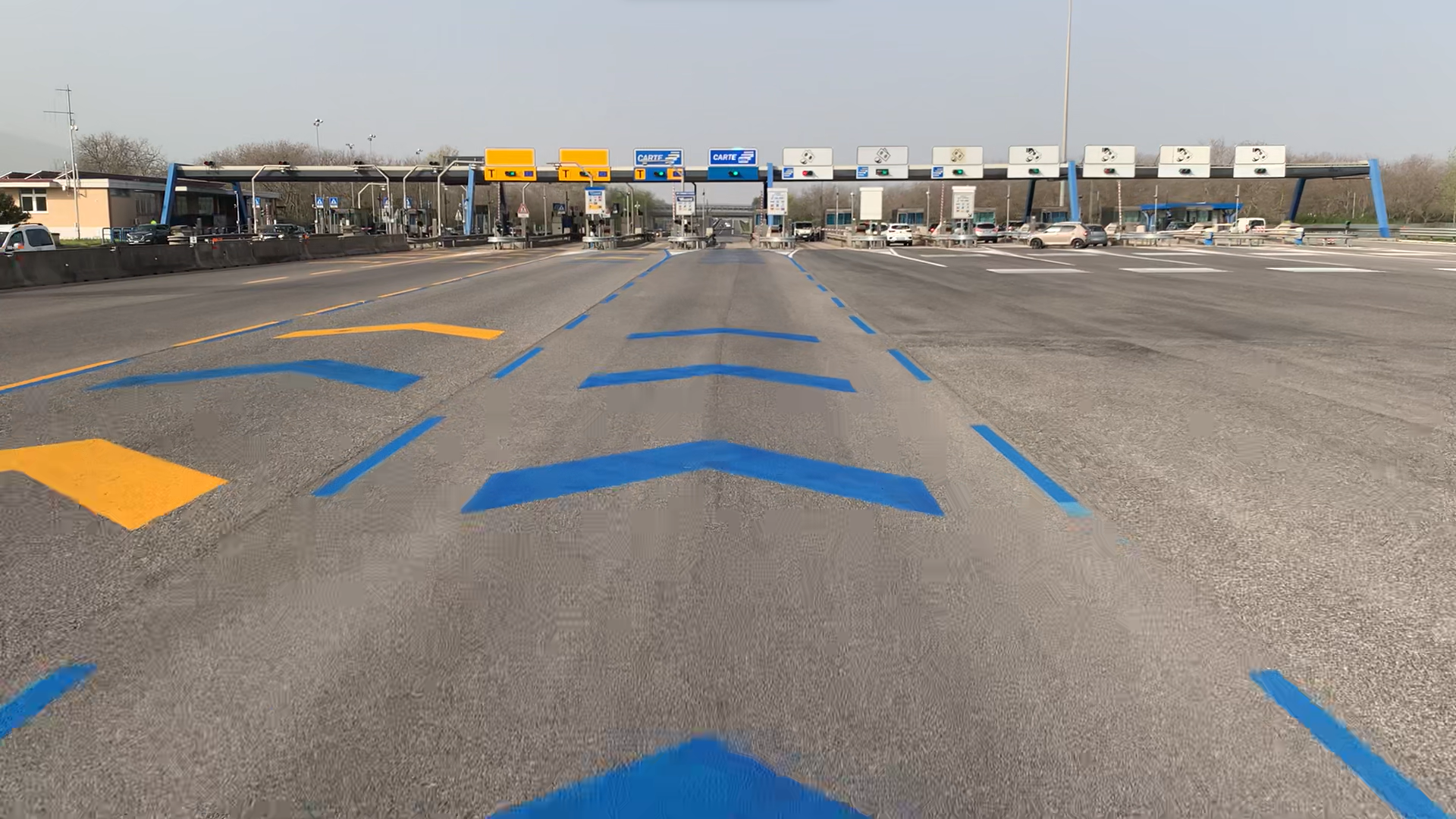
Barriera italiana, a sinistra le corsie riservate al telepedaggio e carte, centralmente e a destra le corsie riservate al pagamento in contanti (manuale o self-service).

Il pedaggio è una tassa che si paga per l'utilizzo di un'infrastruttura viaria al relativo gestore (pubblico o privato), generalmente secondo una tariffa o proporzionale alla distanza percorsa e al tipo di veicolo usato o forfettaria.
Il termine viene dal latino pes, pedis (piede), poiché si applicava originariamente ai pedoni in genere per l'attraversamento di un ponte, in questo caso prendeva anche il nome più specifico di pontatico.

## Descrizione
L'infrastruttura su cui grava l'obbligo in questione può essere un'autostrada, un tunnel autostradale, un ponte, un tunnel urbano. Questi due ultimi casi sono poco presenti in Italia, ma sono assai usati in altri paesi: negli Stati Uniti, i pedaggi sono quasi sconosciuti sulle autostrade, ma abbastanza diffusi per ponti e tunnel (spesso per coprirne le spese di costruzione e manutenzione, proporzionalmente più alte di quelle di un tratto di strada); in Austria, mentre la circolazione autostradale si paga con la vignetta, il transito sull'Europabrücke prevede il pagamento di un pedaggio.
I proventi del pedaggio vengono impiegati, oltre all'eventuale guadagno d'impresa, per il recupero da parte del gestore degli investimenti, per le spese di manutenzione, per finanziare i progetti di ammodernamento e per la gestione della rete.
Con l'inizio del XXI secolo si vanno estendendo inoltre i casi di pedaggio per l'ingresso nelle grandi città (pedaggio urbano), quale provvedimento contro il traffico e/o l'inquinamento atmosferico. Uno dei casi più noti è quello in vigore dal 2003 a Londra, detto Congestion Charge, con finalità di scoraggiare l'utilizzo dell'auto privata.
In Italia un pedaggio urbano detto Ecopass è in vigore dal 2008 a Milano, con finalità dichiarate di riduzione dell'inquinamento atmosferico. Il pagamento del pedaggio avviene solitamente in entrata o in uscita dal percorso autostradale o stradale (generalmente particolari viadotti, ponti, tunnel, ...) e viene riscosso presso le barriere e i caselli, con l'uso di denaro contante, di qualunque tipo di carta prepagata, carte di credito e di debito, e dispositivi di telepedaggio. Vengono definite stazioni a elevata automazione le barriere e i caselli senza casse presidiate da personale.
Il pagamento del pedaggio in modalità elettronica viene definito in inglese free-flow (flusso libero). Può essere totale (cioè valido per tutti i mezzi) o parziale (valido solo per alcune tipologie di veicoli, come i mezzi pesanti, o valido solo per chi ne fa richiesta come nel caso degli apparati di telepedaggio italiani). In altre nazioni europee è anche usuale un pagamento forfettario delle autostrade e delle superstrade, per tutto l'anno (per esempio in Svizzera) o in base ai giorni di utilizzo (per esempio in Austria) e indipendentemente dalle distanze percorse; la riscossione del tributo è dimostrata dall'apposizione in zona visibile del mezzo di trasporto di apposito bollino (generalmente chiamato vignetta), adesivo che in genere i viaggiatori provenienti dall'estero possono acquistare prima di attraversare il confine.
La Direttiva UE n. 23/2014 è il primo provvedimento a livello europeo in materia di concessioni e pedaggi, applicabile alla rete autostradale. Introduce un limite massimo di cinque anni alla durata delle concessioni. Il limite è derogabile alla prima concessione per un periodo superiore a cinque anni, se in fase di aggiudicazione risulta necessario al recupero dei costi con un ritorno sul capitale investito (proprio e di debito) in condizioni operative normali, sulla base di previsioni ragionevoli.

Resta in capo al concessionario un rischio di impresa di tipo operativo, con una potenziale perdita, per cui è vietato allo Stato membro di prorogare la durata delle concessioni senza gara dopo l'aggiudicazione, ad esempio perché le previsioni di domanda o offerta del servizio si rivelano inadeguate per il recupero dei costi.

Finiti i cinque anni, lo Stato decide se la concessione viene rimessa a gara europea oppure se “riappropriarsi” dell'infrastruttura a fine concessione, affidandone la gestione a una società pubblica senza gara, con o in assenza di un indennizzo di subentro al vecchio concessionario. La società pubblica può limitarsi a gestire la finanza, senza assumere dipendenti, assegnando a terzi con gare separate le costruzioni, l'esazione, la manutenzione.

### Tariffazione
La tariffa può essere calcolata sui chilometri effettivamente percorsi o può essere forfettaria (indipendente dai km percorsi e valida per un determinato arco temporale). Spesso a parità di km la tariffa può variare in base alla tipologia di tratto autostradale, se particolarmente soggetto a manutenzione o meno.

## I sistemi

### Sistema misto barriere/free-flow

#### Infrastrutture
Con il termine barriera (stazione per il Codice della Strada italiano) si intende quell'infrastruttura posta all'inizio e alla fine delle strade soggette al pagamento di pedaggio dove avvengono le due operazioni necessarie al pagamento del pedaggio. Nella barriera posta all'inizio della strada si ritira un biglietto con banda magnetica, nella barriera posta alla fine della strada si paga il pedaggio in base ai dati presenti nella banda magnetica del biglietto. Se il pagamento è elettronico la procedura è automatizzata e non prevede né il ritiro di alcun biglietto né la fermata per pagare il pedaggio. Nel caso in cui lungo la strada soggetta al pagamento del pedaggio siano presenti degli svincoli le barriere poste negli svincoli vengono definite caselli. Se si percorre la strada soggetta al pedaggio dall'inizio alla fine si transita per due barriere; se si percorre la strada soggetta al pedaggio dall'inizio fino ad uno svincolo (o viceversa) si transita per una barriera e un casello; se si percorre la strada soggetta al pedaggio da uno svincolo ad un altro si transita per due caselli. 

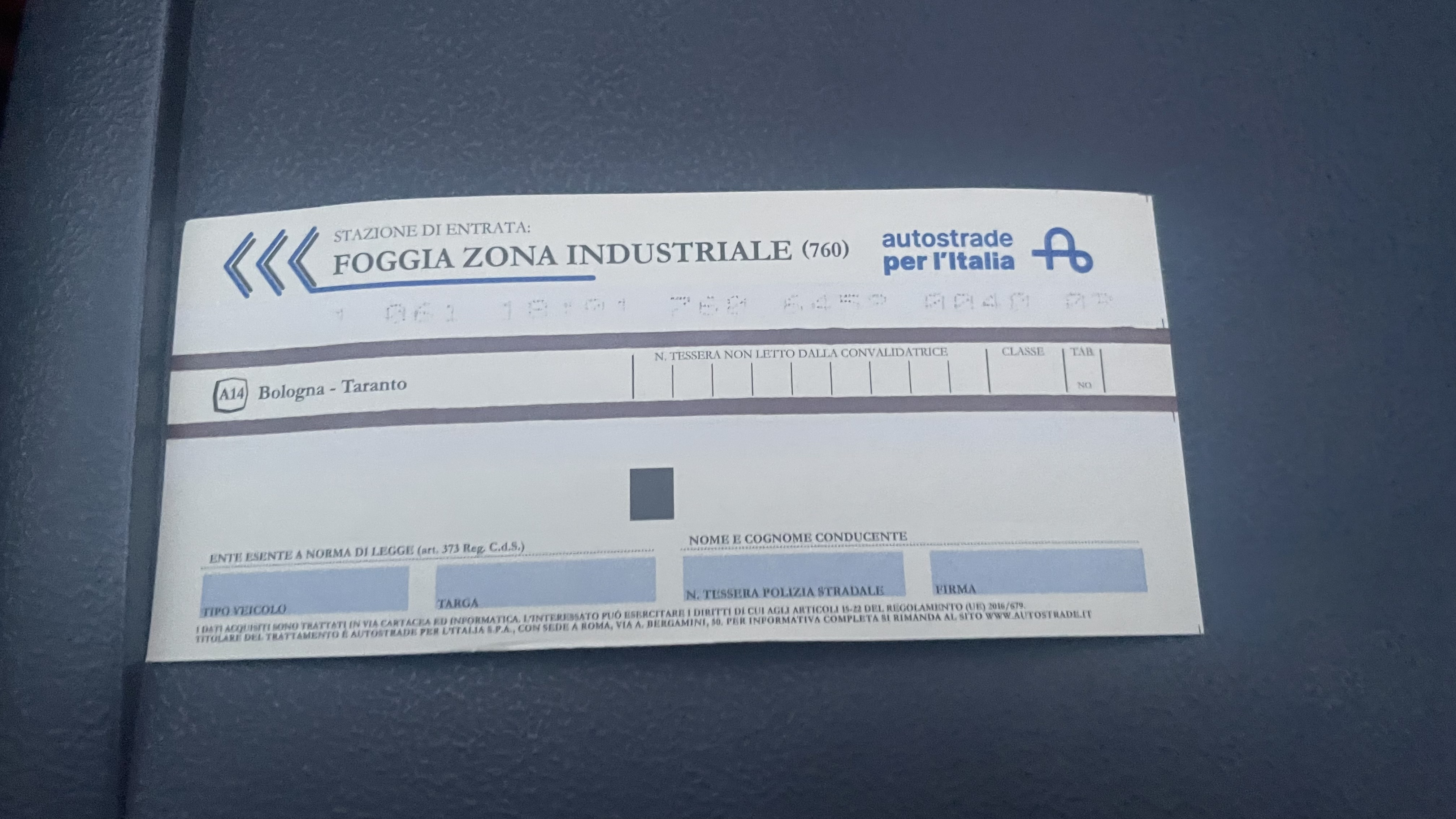
Esempio di biglietto a magnete di Autostrade per l'Italia
Simbolo di preavviso ALT Stazione in prossimità dei caselli italiani, corredato con un'indicazione che indica la non necessità di fermarsi per gli utenti dotati di apparato per il telepedaggio.
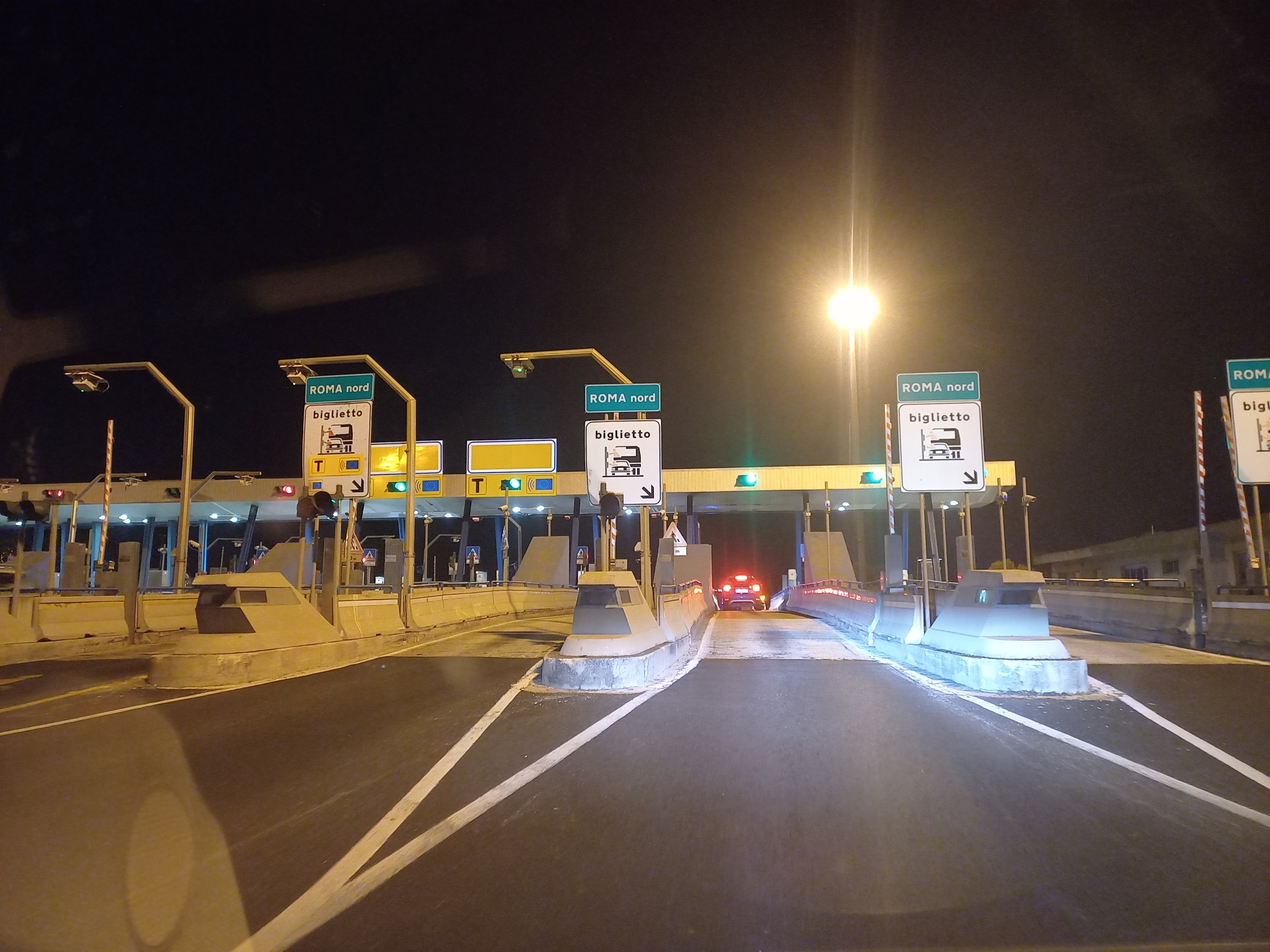
Casello di ingresso di un'autostrada italiana
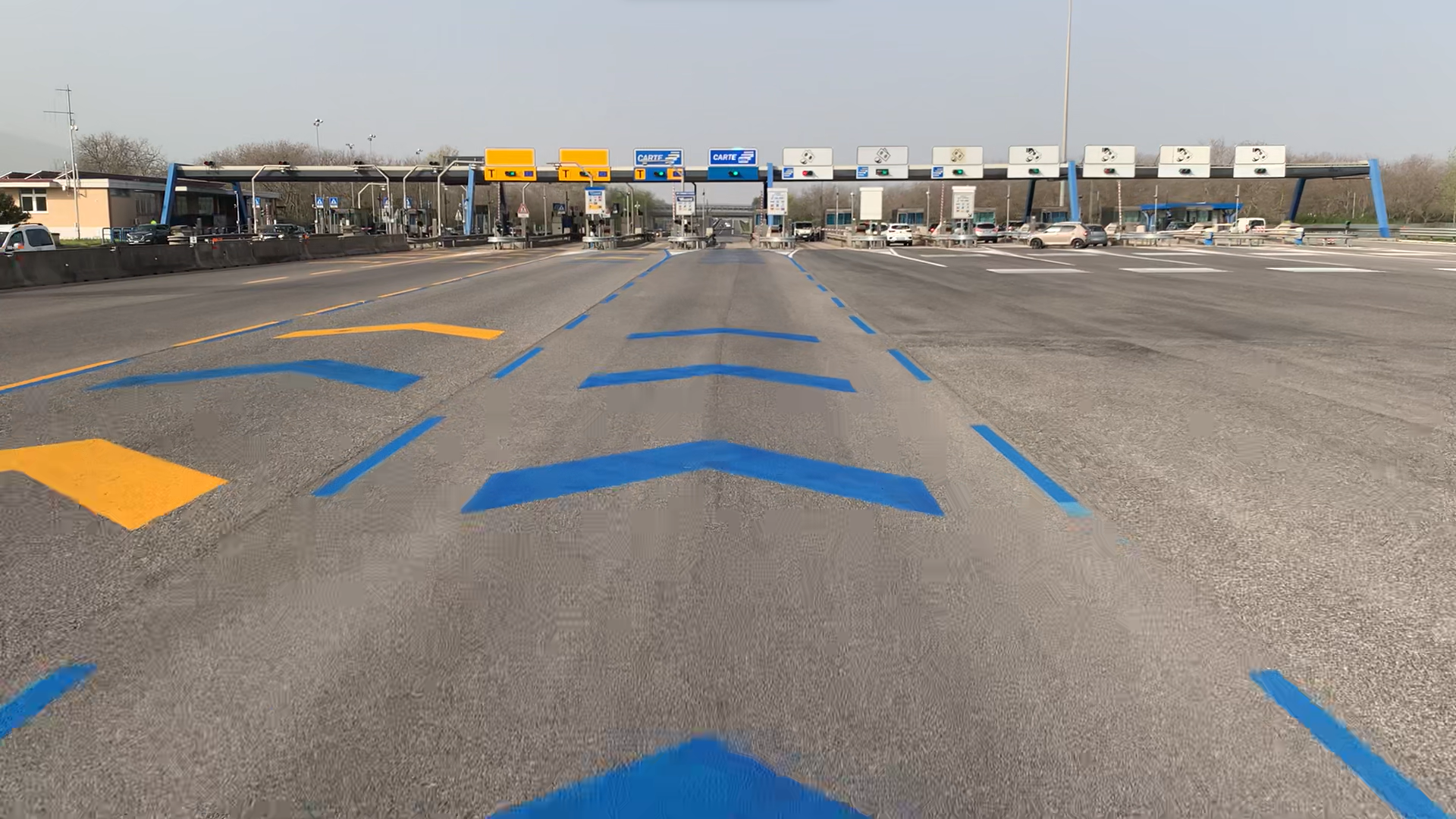
Casello di uscita di un'autostrada italiana

#### Modalità di pagamento
Le barriere e i caselli sono composte da corsie, definite porte, dove gli automobilisti ritirano il biglietto o pagano il pedaggio. Per pagare il pedaggio generalmente sono accettati i seguenti metodi: in contanti, con il bancomat, carta di credito o FastPay. In alcuni caselli non sono presenti corsie con personale, ma solo casse self-service. Sono presenti anche porte dedicate al pagamento elettronico (in inglese free-flow) senza la necessità di fermarsi (sia in entrata sia in uscita). In questo caso il pedaggio viene riscosso grazie a dei dispositivi per il telepedaggio, posizionati nei veicoli, i quali sfruttano sensori posizionati in prossimità delle porte che registrano i dati e addebitano il pedaggio generalmente nel conto bancario comunicato precedentemente dal cliente al gestore della strada; le apparecchiature vengono precedentemente acquistate (o date in prestito anche gratuito). In Italia, le modalità e i metodi di pagamento sono classificati secondo questa segnaletica:

#### In ingresso (sistema chiuso)

Corsia riservata al telepedaggio: ammesso l'ingresso unicamente con i dispositivi di telepedaggio[5], tramite esazione dinamica.
Corsia biglietto con i simboli del telepedaggio: ammesso il ritiro del biglietto oppure esazione dinamica con i dispositivi di telepedaggio[5].
Corsia biglietto ammesso unicamente il ritiro del biglietto.

#### In uscita (sistema chiuso) o sistema aperto

Corsia riservata al telepedaggio: ammesso il pagamento unicamente con i dispositivi di telepedaggio[5], tramite esazione dinamica.
Corsia carte con i simboli del telepedaggio: ammesso il pagamento con i circuiti di carta Visa, Mastercard, American Express, con le carte abilitate FastPay, con le tessere a scalare Viacard e con i dispositivi di telepedaggio[13].
Corsia carte: ammesso il pagamento con i circuiti di carta Visa, Mastercard, American Express, con le carte abilitate FastPay e con le tessere a scalare Viacard.
Corsia contanti con i simboli del telepedaggio e delle carte e senza il simbolo della mano: ammesso il pagamento con tutte le modalità possibili, ovvero telepedaggio, carte[14] e contanti in maniera self-service mediante la cassa automatica[13].
Corsia contanti con il simbolo delle carte e senza il simbolo della mano: ammesso il pagamento con carte[14] e contanti in maniera self-service mediante la cassa automatica.

Indicazione corsia "Riservata Clienti Telepass" in Italia, caso emblematico dopo l'avvento di nuovi operatori nel mondo del telepedaggio. Si noti che questo segnale è in rimozione progressiva dal 2022.

Corsia solo monete: ammesso il pagamento con le sole monete. Non è abilitata ai mezzi pesanti in quanto le casse sono installate soltanto all'altezza delle automobili.
Corsia contanti con il simbolo della mano: ammesso il pagamento con carte[14] e contanti in maniera classica, attraverso l'ausilio di un operatore.

#### Casi emblematici
Un caso emblematico, dopo lo sblocco del mercato del telepedaggio e dalla sostituzione della segnaletica (giugno 2022) è quello del marchio Telepass nelle corsie riservate di colore giallo. È ammesso sempre e comunque il pagamento con i mezzi di telepedaggio, a patto che sia presente la bandiera europea posta sotto al segnale, altrimenti, i restanti dispositivi potrebbero non funzionare correttamente.

### Sistema esclusivamentefree-flow

#### Infrastrutture
Nel sistema esclusivamente free-flow non sono collocate né barriere né caselli, ma telecamere dotate di sensori poste all'inizio (e alla fine se il pedaggio non è forfettario) della strada e poste negli svincoli (in entrata e in uscita se il pedaggio non è forfettario).

#### Modalità di pagamento

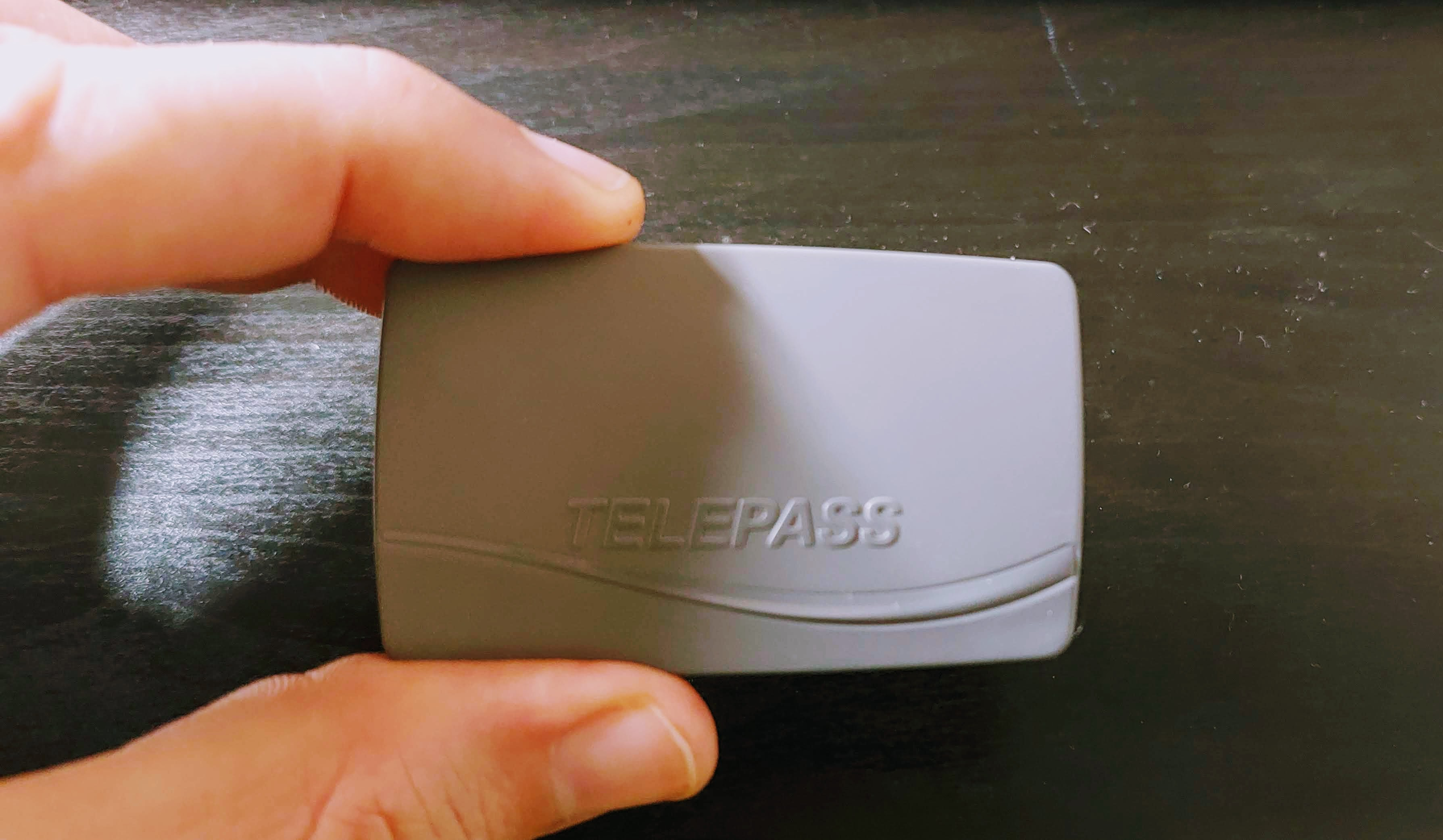
Il dispositivo di telepedaggio Telepass per il pagamento elettronico del pedaggio

Il pedaggio viene riscosso in diversi modi:
- se si è già dotati di apparati di telepedaggio a bordo il pedaggio viene riscosso grazie a questi apparati, posizionati nei veicoli, dotati di microchip "letti" da sensori in prossimità delle porte che registrano i dati e addebitano il pedaggio generalmente nel conto bancario comunicato precedentemente dal cliente al gestore del proprio dispositivo; le apparecchiature vengono precedentemente acquistate (o date in prestito, noleggiandole, anche in modo gratuito); in Corea del Sud il sistema HiPass prevede il pagamento o con una carta prepagata inserita nel dispositivo o con una carta di credito[17];
- inviando all'indirizzo (rilevato attraverso la targa) del proprietario del veicolo la fattura (insieme alla sanzione quando applicabile, sanzione dovuta per mancato utilizzo delle altre modalità preventive oppure perché trascorso il tempo massimo, solitamente dopo 15 giorni, dopo il transito senza aver provveduto a saldare il pedaggio);
- pagando, comunicando la targa, nelle aree di servizio del concessionario o tramite sms o presso sportelli bancari (operatore o ATM) bancari convenzionati o internet banking di banca convenzionata;
- utilizzando una app oppure un sito web (gestiti dal concessionario), dotati di borsellino elettronico;
- altre modalità specifiche.

#### Esempio
In Ungheria, dal 1º gennaio 2008, il pagamento del pedaggio avviene tramite la e-vignette (autopálya matrica). Il pagamento è forfettario e digitalizzato. Infatti al momento del pagamento del pedaggio (nei punti vendita autorizzati e prima di entrare in autostrada) viene registrata la targa e portali elettronici posti lungo le autostrade controllano, tramite la targa, che il mezzo circolante abbia effettivamente pagato il pedaggio.
Dal 2015 ciò succede sulle autostrade di competenza di Pedemontana Lombarda: trattasi della ,  e . Tali autostrade si pagano in maniera del tutto digitale, attraverso il sito oppure con apparati di telepedaggio. Allo stesso modo, a partire dal 1º marzo 2024, è soggetta a pedaggio free-flow l' nel tratto fra Asti e Alba, con progetto di estenderlo all'intera  eccettuato il collegamento Cuneo-.

### Sistema vignetta
Con il sistema della vignetta non è necessaria nessuna infrastruttura specifica. Il pagamento avviene acquistando un adesivo da collocare generalmente sul parabrezza del veicolo.

### Altri sistemi misti
In Slovenia viene usato il sistema della vignetta per i mezzi fino a 3,5 t, mentre per gli altri viene usato il sistema misto barriere/free-flow; in Germania una rete di 12172 km è completamente gratuita per i mezzi fino a 12 t, mentre per gli altri mezzi è attivo il sistema esclusivamente free-flow.
Inoltre i sistemi possono variare, all'interno di uno stesso stato, anche da strada a strada (ad esempio lungo un'autostrada è attivo il sistema esclusivamente free-flow mentre in un'altra autostrada è attivo il sistema misto barriere/free-flow).

## Pedaggio autostradale in Italia
In Italia il pedaggio si applica quasi esclusivamente alla maggioranza dei percorsi autostradali e ai trafori alpini, anche se è stata avanzata più volte l'ipotesi di applicare la riscossione del pedaggio anche su percorsi non autostradali (per esempio, su alcune superstrade). Una galleria non autostradale soggetta a pedaggio è, ad esempio, il Traforo dello Zovo. In Provincia di Venezia esistono ancora alcuni ponti di barche soggetti a pedaggio: il "ponte dei Salsi" nella frazione di Caposile in Comune di Musile di Piave e il "passo per Fossalta" (costruito nel 1951) a Noventa di Piave; anche la strada extraurbana principale Pedemontana Veneta è a pedaggio.
Complessivamente, i tratti autostradali italiani a pedaggio hanno un'estensione di circa 5.800 km e sono gestiti da 24 società, tra cui Autostrade per l'Italia S.p.A. che ha in gestione oltre il 50%, (2.854,60 km), mentre la gestione della restante parte è frammentata nelle altre 23 società che hanno in concessione piccole o piccolissime tratte che variano da un minimo di 20 km fino a 400 km.
In Italia è attivo dal punto di vista tecnico il sistema misto barriere/free-flow (ad eccezione delle autostrade A36, A59, A60 e A33  che sono esclusivamente free-flow) e la tariffazione del pedaggio autostradale si gestisce in due modi, il sistema autostradale chiuso (km effettivamente percorsi) e il sistema autostradale aperto (pedaggio forfettario).

### Classificazione del veicolo per il pedaggio
Il sistema utilizzato in Italia per determinare la classe del veicolo è chiamato assi-sagoma, che suddivide le classi del veicolo è utilizzata per calcolare il pedaggio di ogni singolo veicolo, attraverso delle speciali telecamere e rilevatori di peso posti al casello, e il costo sale alla presenza di più assi del veicolo transitante. Vi sono 5 classi totali:
- A - autoveicoli a due assi con altezza al primo asse sino a 130 cm rispetto al piano stradale (motociclette, autovetture)
- B - autoveicoli a due assi, con altezza al primo asse maggiore di 130 cm rispetto al piano stradale (alcuni tipi di autovetture, camper, piccoli autocarri, autobus)
- 3 - autoveicoli a tre assi (autobus a 3 assi, autocarri, autotreni con tre assi complessive, autoarticolati, autovetture trainanti rimorchi o roulotte ecc.)
- 4 - autoveicoli a quattro assi
- 5 - autoveicoli con cinque o più assi.

Inoltre, vi è una classe speciale per i trasporti eccezionali, che varia in base al numero di assi (solitamente con almeno 4 o più assi).
Solo per la Tangenziale di Napoli, si utilizza una classificazione divisa in 8 classi totali, variabili solo in base agli assi del veicolo e indipendenti dall'altezza:
- 2 - veicoli con 2 assi (viene rilevata al casello come classe 2A)
- 3 - veicoli con 3 assi
- 4 - veicoli con 4 assi
- 5 - veicoli con 5 assi
- 6 - veicoli con 6 assi
- 7 - veicoli con 7 assi
- 8 - veicoli con 8 assi o superiori.

### Sistema autostradale chiuso
Il sistema autostradale chiuso è applicato alla maggior parte delle autostrade italiane e prevede che il conducente del veicolo non munito di apparato di telepedaggio ritiri un apposito biglietto all'ingresso dell'autostrada e, all'uscita, inserisca tale biglietto nell'apparato di pagamento e paghi la somma dovuta. Per conducenti muniti di apparato di telepedaggio, invece, le due procedure sono completamente automatiche e vengono eseguite passando nelle piste dedicate (indicate col simbolo ) dove si effettua il rilevamento. In tali piste il conducente non deve fermarsi, ma solo procedere alla velocità massima di 30 km/h (15 km/h per i mezzi pesanti), in modo da consentire la comunicazione del sistema di telepedaggio con gli apparati di terra.
L'importo è direttamente proporzionale alla distanza percorsa dal veicolo, al coefficiente della sua classe e a un coefficiente variabile da autostrada ad autostrada, detto tariffa chilometrica.
La tariffa chilometrica è impostata autonomamente (entro certi limiti) dalla società concessionaria dell'autostrada. Tiene conto delle caratteristiche del percorso (i tratti su terreno pianeggiante in genere costano meno, quelli in aree montuose di più in quanto la manutenzione delle infrastrutture, come viadotti e gallerie, ha un peso maggiore) e dei km delle rampe di accelerazione e di decelerazione degli svincoli presenti lungo il tratto. Inoltre generalmente il pedaggio tiene conto dei tratti autostradali liberi prima e dopo il casello costruiti e gestiti dal gestore. In seguito all'approvazione da parte del Consiglio dei ministri della legge finanziaria 2007, la tariffa chilometrica è maggiorata, su tutti i percorsi, di un certo sovrapprezzo a beneficio dell'Anas, proprietario delle autostrade.
Sull'importo così calcolato si applica l'IVA (22%) e si effettua infine l'arrotondamento ai 10 centesimi di euro.
A partire da ottobre 2008, l'aumento dei pedaggi autostradali è funzione dell'adeguamento annuale della tariffa unitaria sulla base di una percentuale di incremento determinata secondo la formula di price cap e approvata dall'Anas.
Il 1º gennaio di ogni anno, se gli obiettivi prefissati (manutenzione, nuove realizzazioni, ecc.) sono stati raggiunti in base alle previsioni del piano finanziato, la società concessionaria può aggiornare la tariffa unitaria. La nuova tariffa unitaria (maggiorata del sovrapprezzo a beneficio esclusivo di Anas) moltiplicata per i km percorsi, determina, dopo aver aggiunto l'IVA ed applicato l'arrotondamento (per eccesso o per difetto) ai 10 centesimi di euro, il nuovo pedaggio.

### Sistema autostradale aperto
Il sistema autostradale aperto è meno diffuso del sistema chiuso. È applicato sulle seguenti autostrade:
- A1 Milano - Napoli nei tratti Milano-Melegnano, Caserta Sud-Napoli e la diramazione Roma Nord nelle uscite di Castelnuovo di Porto e Fiano Romano (a gestione di Autostrade per l'Italia)
- Autostrade dei Laghi, A8 Milano - Varese e A9 Lainate - Como - Chiasso (a gestione di Autostrade per l'Italia)
- Tangenziali di Milano, A50 Ovest, A51 Est e A52 Nord (a gestione di Milano Serravalle-Milano Tangenziali)
- A55 Tangenziale di Torino (a gestione di ITP)
- A56 Tangenziale di Napoli (a gestione di Tangenziale di Napoli, gruppo Autostrade per l'Italia)[28]
- A3 Napoli - Salerno (a gestione di Sacyr)[28]
- A12 nel tratto Roma - Civitavecchia (a gestione di Autostrade per l'Italia)
- A24 nel tratto della penetrazione urbana Roma - Lunghezza (a gestione di Strada dei Parchi)
- A32 Torino - Bardonecchia (a gestione di SITAF)
- A33 nel tratto Cherasco-Bra (a gestione del gruppo Gavio).

A differenza del sistema autostradale chiuso, nel sistema aperto l'utente della strada non paga in base alla distanza percorsa. Sul percorso sono disposte barriere autostradali (non in ogni svincolo), in corrispondenza delle quali l'utente paga una somma fissa, dipendente solo dalla classe del veicolo. Se il tratto percorso non comprende le estremità del percorso a pedaggio, non attraversando quindi nessuna barriera, l'utente non paga nessun pedaggio.

### Eccezioni
L'A56 Tangenziale di Napoli e l'A3 Napoli - Salerno sono autostrade a pedaggio, che è riscosso tramite un metodo che si può considerare derivato dal sistema aperto. Il pedaggio si paga all'ingresso (A3) o all'uscita (tangenziale di Napoli) degli svincoli ed è fisso, a prescindere dalla distanza percorsa dall'utente (o che egli ha intenzione di percorrere), quindi il pedaggio è riscosso sempre in quanto le barriere e le stazioni sono presenti in quasi tutti gli svincoli. Solo per la A3 Napoli-Salerno, chi utilizza un apparato di telepedaggio paga in base ai chilometri percorsi.

### Carta dei servizi
La Carta dei Servizi e il codice etico vincolano i gestori delle tratte autostradali a diversificare sistemi di pagamento, compresi quelli manuali con possibile cambio di valuta.